# Juanulloa speciosa
Juanulloa speciosa är en potatisväxtart som först beskrevs av John Miers, och fick sitt nu gällande namn av Michel Félix Dunal. Juanulloa speciosa ingår i släktet Juanulloa och familjen potatisväxter. Inga underarter finns listade i Catalogue of Life.